# Więzy miłości
Więzy miłości (Jude), film oparty na książce Thomasa Hardyego, nakręcony w 1996 roku z kreacjami Kate Winslet i Christophera Ecclestona. Akcja filmu rozgrywa się w wiktoriańskiej Anglii i opowiada o Judzie Fawley, biednym kamieniarzu.

## Opis fabuły
Jako ambitny i inteligentny robotnik pragnie rozpocząć studia na uniwersytecie w Christminster. Wbrew radom ciotki ulega chwilowej namiętności i poślubia Arabellę Dorn, córkę hodowcy świń, co okazuje się pomyłką. Potem poznaje Sue Bridehead – piękną i inteligentną dziewczynę, i zakochuje się w niej. Razem walczą najpierw o marzenia Judy, a później o przetrwanie. Zdjęcia do filmu powstawały głównie w Wielkiej Brytanii, ale również w Nowej Zelandii i Francji.

## Obsada
- Christopher Eccleston – Jude Fawley
- Kate Winslet – Sue Bridehead
- Liam Cunningham – Phillotson
- Rachel Griffiths – Arabella
- June Whitfield – ciotka Jude'a
- Ross Colvin Turnbull – mały Jude
- James Daley – Jude (jako chłopiec)
- Berwick Kaler – Farmer Troutham
- Sean McKenzie – Stone Mason
- Richard Albrecht – Stone Mason
- Caitlin Bossley – Anny
- Emma Turner – Sarah
- Lorraine Hilton – sklepikarz
- James Nesbitt – wujek Joe
- Mark Lambert – druciarz Taylor